# Gai Claudi Cras
Gai Claudi Cras (en llatí llatí: Caius Claudius App. F. App. N. Crassus) va ser un magistrat romà. Era fill d'Appi Claudi Cras.
Va ser nomenat dictador l'any 337 aC, però immediatament va abdicar perquè els àugurs van declarar que el seu nomenament era invàlid. Se suposa que el seu magister equitum va ser Gai Claudi Hortator, personatge per altra banda desconegut.